# ヤキマ郡 (ワシントン州)
ヤキマ郡（英: Yakima County）は、アメリカ合衆国ワシントン州の南中部に位置する郡である。人口は25万6728人（2020年）。郡庁所在地はヤキマであり、郡内では最大の法人化自治体である。郡名はヤカマ族インディアンに因んで名付けられた。
ヤカマインディアン居留地は広さ1,573平方マイル (4,074 km2) あり、全米で15番目に大きな居留地、かつ郡内面積の36%を占めている。居留地人口は2020年時点で31,591人であり、その最大都市はトペニッシュである。
ヤキマ郡は1865年1月21日にファーガソン郡（現在は廃郡）から分離して設立された。ファーガソン郡は1863年1月23日にワラワラ郡から分離設立されていた。

## 地理

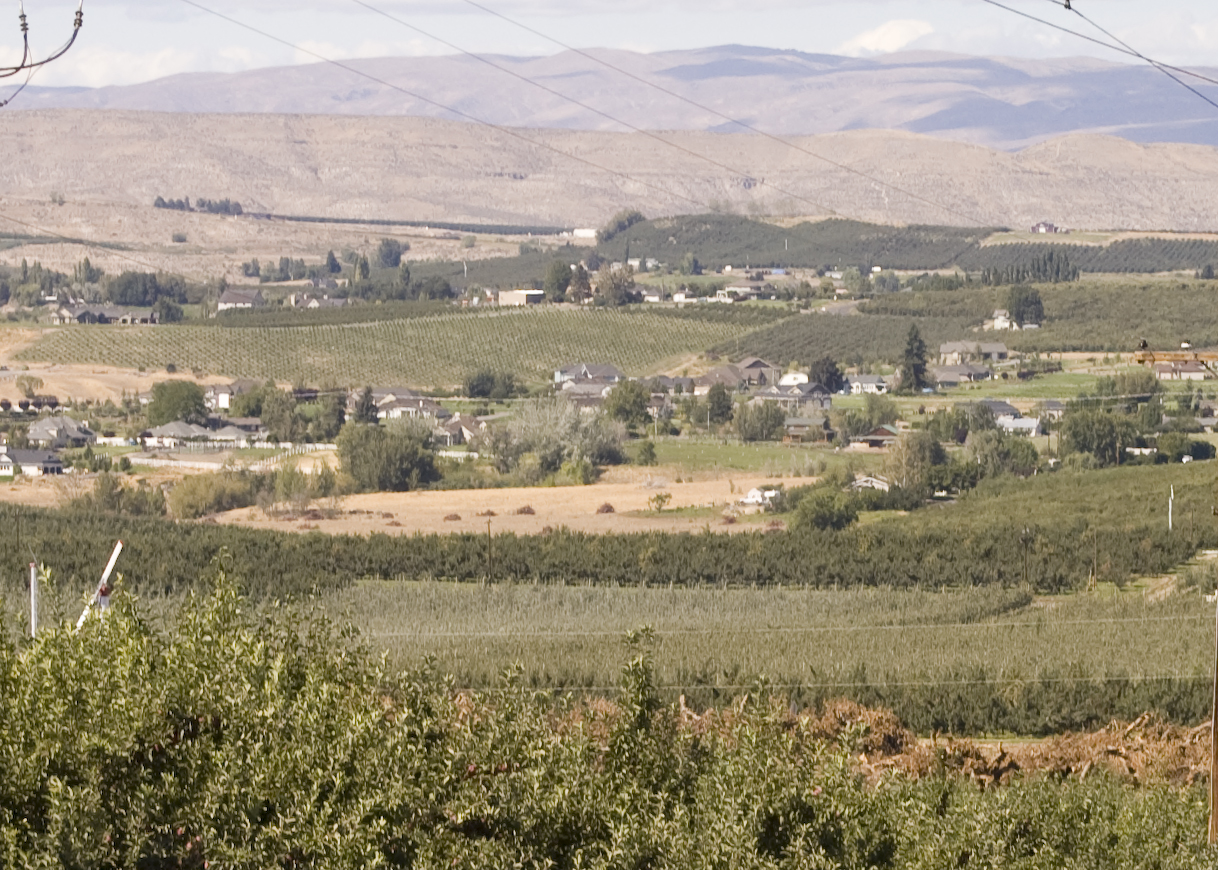
セラ近くの果樹園

アメリカ合衆国国勢調査局に拠れば、郡域全面積は4,312平方マイル (11,167km2)であり、このうち陸地は4,296平方マイル (11,127 km2)、水域は15平方マイル (40 km2)で水域率は0.36%である。ヤキマ郡はワシントン州の郡では面積に2番目に大きな郡である。その広さはデラウェア州とロードアイランド州を合わせたよりも広い。山脈に取り囲まれているので、地球上で最も天候を予測することが難しい場所だと言われている。郡内最高地点はアダムズ山であり、ワシントン州でも第2位、カスケード山脈でも第3位になっている。

### 特徴的な地形

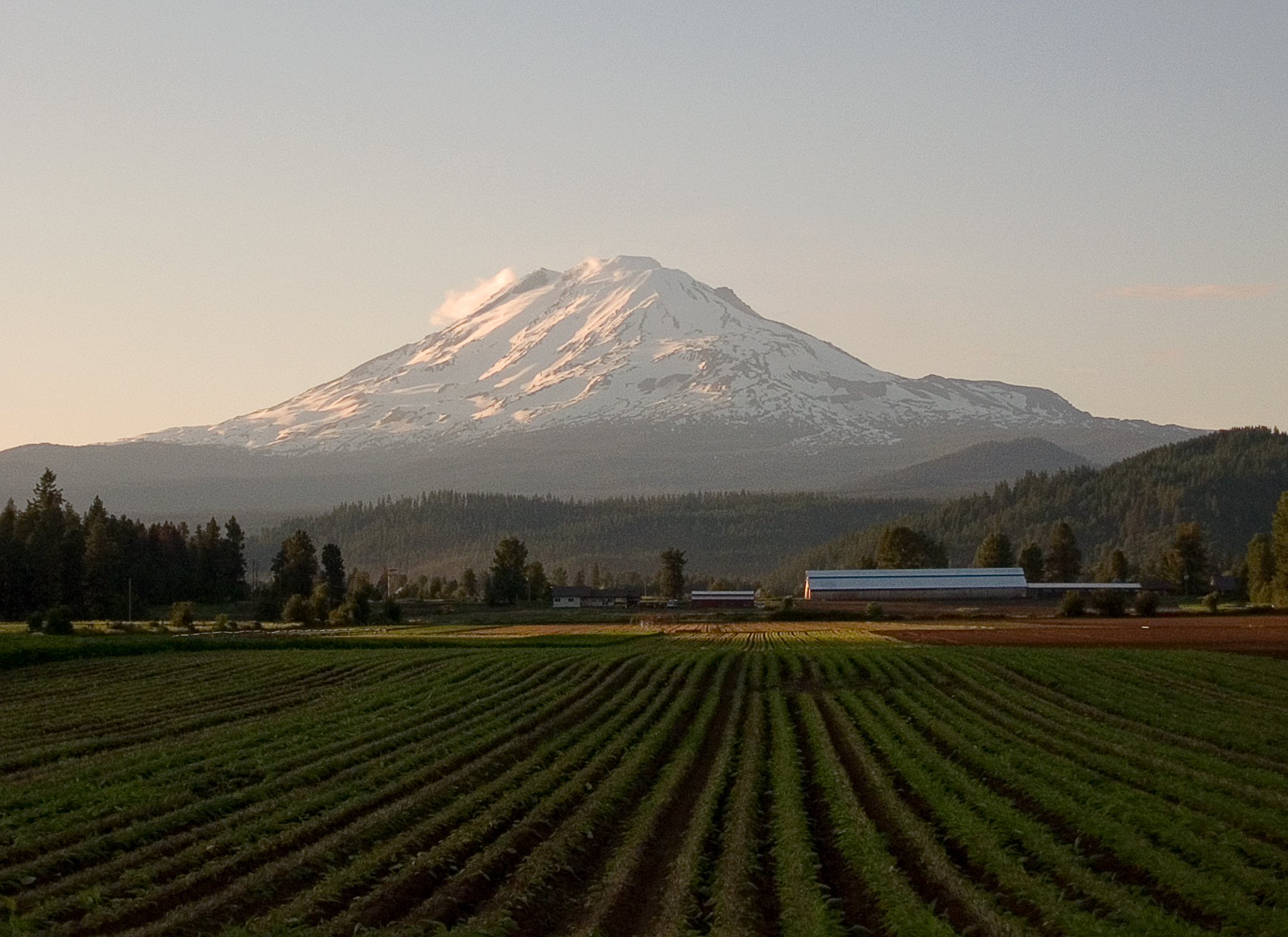
アダムズ山、郡内最高地点

- アダムズ山、標高12,281フィート (3,743 m)
- ギルバート峰、標高8,184フィート (2,494 m)
- エクス山、標高7,766フィート (2,367 m)
- タイエトン峰、標高7,724フィート (2,354 m)
- カスケード山脈
- ラットルスネークヒルズ
- ホースヘイブンヒルズ

### 主要河川
- ヤキマ川
- コロンビア川
- ナチェズ川
- タイエトン川
- バンピング川
- アメリカン川

### 国立保護地域
| - ウェナッチー国立の森（部分） - ギフォード・ピンショー国立の森（部分） - スノカルミー国立の森（部分） | - ゴートロックス原生地 - アダムズ山原生地（部分） - ノース峰原生地（部分） - ウィリアム・O・ダグラス原生地 | - トペニッシュ国立野生生物保護区 |

### 主要高規格道路
- 州間高速道路82号線
- アメリカ国道12号線
- アメリカ国道97号線

### 隣接する郡
| - ピアース郡 - 北西 - ルイス郡 - 西 - スカマニア郡 - 南西 | - キッティタス郡 - 北 - クリッキタト郡 - 南 | - グラント郡 - 北東 - ベントン郡 - 東 |

## ワイン生産地域
ワシントン州はアメリカ合衆国のワイン生産量でカリフォルニア州に次いで第2位である。1983年に設立されたヤキマバレー・ワイン生産地域は州内最古の農業地帯である。アメリカ・ワイン生産地域に公式に指定された中では第3位の広さであり、州内のワイン生産量の40%以上を産出している。
面積が広いコロンビアバレー・ワイン生産地域の中に入っており、3つの小さな生産地域に分かれ、それぞれが独特の栽培条件にある。すなわちレッド山、スナイプス山およびラットルスネークヒルズの各ワイン生産地域である。ブドウ園665,000エーカー (269,000 ha) の中で、11,120エーカー (4,500 ha) は2008年に植樹されたものである。

## 人口動態
以下は2000年国勢調査による人口統計データである。
| 基礎データ - 人口: 222,581人 - 世帯数: 73,993 世帯 - 家族数: 54,606 家族 - 人口密度: 20人/km2（52人/mi2） - 住居数: 79,174軒 - 住居密度: 7軒/km2（18/mi2） 人種別人口構成 - 白人: 65.60% - アフリカン・アメリカン: 0.97%% - ネイティブ・アメリカン: 4.48% - アジア人: 0.95% - 太平洋諸島系: 0.09% - その他の人種: 24.43% - 混血: 3.48% - ヒスパニック・ラテン系: 35.90% 先祖による構成 - ドイツ系：13.2% - アメリカ人：6.4% - イギリス系：5.9% - アイルランド系：5.4% 年齢別人口構成 - 18歳未満: 31.8% - 18-24歳: 9.8% - 25-44歳: 27.5% - 45-64歳: 19.7% - 65歳以上: 11.2% - 年齢の中央値: 31歳 - 性比（女性100人あたり男性の人口） - 総人口: 99.6 - 18歳以上: 97.1 | 世帯と家族（対世帯数） - 18歳未満の子供がいる: 39.7% - 結婚・同居している夫婦: 55.8% - 未婚・離婚・死別女性が世帯主: 12.5% - 非家族世帯: 26.2% - 単身世帯: 21.5% - 65歳以上の老人1人暮らし: 9.6% - 平均構成人数 - 世帯: 2.96人 - 家族: 3.44人 収入と家計 - 収入の中央値 - 世帯: 34,828米ドル - 家族: 39,746米ドル - 性別 - 男性: 31,620米ドル - 女性: 24,541米ドル - 人口1人あたり収入: 15,606米ドル - 貧困線以下 - 対人口: 19.7% - 対家族数: 14.8% - 18歳未満: 27.2% - 65歳以上: 11.3% |

## 都市と町
| - ヤキマ（郡庁所在地） - サニーサイド - グランドビュー - ジラ - アータナム - エシュバック - グリード - グランジャー - ハラー - マブトン - モクシー | - ナチェズ - サトゥス - セラ - サミットビュー - テラスハイツ - タイエトン - トペニッシュ - ユニオンギャップ - ワパト - ホワイトスワン |

## その他の町
| - バーチフィールド 北緯46度34分37秒 西経120度26分04秒 / 北緯46.57694度 西経120.43444度 - ブラウンズタウン 北緯46度24分15秒 西経120度36分25秒 / 北緯46.40417度 西経120.60694度 - ブエナ 北緯46度25分43秒 西経120度18分48秒 / 北緯46.42861度 西経120.31333度 - バイロン 北緯46度11分16秒 西経119度52分28秒 / 北緯46.18778度 西経119.87444度 - クリフデル 北緯46度56分46秒 西経121度04分08秒 / 北緯46.94611度 西経121.06889度 - クーガーバレー 北緯47度01分10秒 西経120度21分29秒 / 北緯47.01944度 西経120.35806度 - コウィチェ 北緯46度40分11秒 西経120度42分44秒 / 北緯46.66972度 西経120.71222度 | - ドナルド 北緯46度28分35秒 西経120度23分48秒 / 北緯46.47639度 西経120.39667度 - イーストセラ 北緯46度39分52秒 西経120度29分16秒 / 北緯46.66444度 西経120.48778度 - フルートベール 北緯46度37分04秒 西経120度33分11秒 / 北緯46.61778度 西経120.55306度 - グースプレイリー 北緯46度53分42秒 西経121度16分01秒 / 北緯46.89500度 西経121.26694度 - ハーウッド 北緯46度34分56秒 西経120度39分22秒 / 北緯46.58222度 西経120.65611度 - ナイル 北緯46度49分14秒 西経120度52分22秒 / 北緯46.82056度 西経120.87278度 - アウトルック 北緯46度19分52秒 西経120度05分28秒 / 北緯46.33111度 西経120.09111度 | - パーカー 北緯46度30分03秒 西経120度27分55秒 / 北緯46.50083度 西経120.46528度 - パインクリフ 北緯46度53分57秒 西経121度00分47秒 / 北緯46.89917度 西経121.01306度 - ポモナ 北緯46度41分25秒 西経120度29分14秒 / 北緯46.69028度 西経120.48722度 - リムロック 北緯46度39分51秒 西経121度07分30秒 / 北緯46.66417度 西経121.12500度 - ソーヤー 北緯46度27分23秒 西経120度21分41秒 / 北緯46.45639度 西経120.36139度 - タンピコ 北緯46度32分06秒 西経120度52分02秒 / 北緯46.53500度 西経120.86722度 - ワイケル 北緯46度37分57秒 西経120度40分02秒 / 北緯46.63250度 西経120.66722度 |

## 昔の町
出典 
| - アルファルファ 北緯46度19分29秒 西経120度12分20秒 / 北緯46.32472度 西経120.20556度 - アーテジアン 北緯46度33分07秒 西経120度21分16秒 / 北緯46.55194度 西経120.35444度 - アシュー 北緯46度24分15秒 西経120度27分34秒 / 北緯46.40417度 西経120.45944度 - ベルマ 北緯46度14分38秒 西経119度58分44秒 / 北緯46.24389度 西経119.97889度 - ブラックロック 北緯46度30分41秒 西経119度59分52秒 / 北緯46.51139度 西経119.99778度 - エメラルド 北緯46度18分09秒 西経120度04分53秒 / 北緯46.30250度 西経120.08139度 - エンパイア 北緯46度13分54秒 西経120度04分24秒 / 北緯46.23167度 西経120.07333度 - ファロン 北緯46度26分16秒 西経120度31分17秒 / 北緯46.43778度 西経120.52139度 | - フリント 北緯46度26分46秒 西経120度20分43秒 / 北緯46.44611度 西経120.34528度 - フォートシムコー 北緯46度20分33秒 西経120度50分22秒 / 北緯46.34250度 西経120.83944度 - ギブンズコーナー] 北緯46度15分03秒 西経119度59分57秒 / 北緯46.25083度 西経119.99917度 - グロモア 北緯46度35分18秒 西経120度41分53秒 / 北緯46.58833度 西経120.69806度 - ホルツィンガー 北緯46度40分39秒 西経120度43分14秒 / 北緯46.67750度 西経120.72056度 - ジョナサン 北緯46度25分43秒 西経120度18分48秒 / 北緯46.42861度 西経120.31333度 - リバティ 北緯46度21分20秒 西経120度08分46秒 / 北緯46.35556度 西経120.14611度 - リッチー 北緯46度17分33秒 西経119度57分11秒 / 北緯46.29250度 西経119.95306度 | - ミッドベール 北緯46度17分03秒 西経120度00分52秒 / 北緯46.28417度 西経120.01444度 - ナス 北緯46度20分19秒 西経120度08分46秒 / 北緯46.33861度 西経120.14611度 - プレインビュー 北緯46度04分37秒 西経120度01分14秒 / 北緯46.07694度 西経120.02056度 - スピッツェンバーグ] 北緯46度36分53秒 西経120度36分15秒 / 北緯46.61472度 西経120.60417度 - ベナー 北緯46度24分17秒 西経120度30分07秒 / 北緯46.40472度 西経120.50194度 - ワネタ 北緯46度16分49秒 西経119度58分04秒 / 北緯46.28028度 西経119.96778度 - ウェナス 北緯46度52分21秒 西経120度46分26秒 / 北緯46.87250度 西経120.77389度 - ワイリーシティ 北緯46度33分05秒 西経120度38分57秒 / 北緯46.55139度 西経120.64917度 - イェソナット 北緯46度24分16秒 西経120度23分47秒 / 北緯46.40444度 西経120.39639度 |